# Akapellah
Pedro Elías Aquino Cova (Maracay, 16 de noviembre de 1991) conocido por su nombre artístico Akapellah, es un rapero venezolano.
Empezó a darse a conocer a través de videos de freestyles y batallas. Akapellah ha lanzado seis producciones discográficas, con las cuales ostenta cuatro nominaciones al premio Grammy Latino.
Akapellah figura en el puesto número doce de la lista de los «50 grandes raperos en la historia del rap en español», publicada por la revista estadounidense Rolling Stone.

## Carrera artística

### Inicios en el Freestyle
Conocido en el mundo artístico como Akapellah, pseudónimo de una compilación de las iniciales de su nombre real, en su adolescencia Pedro Elías escribía temas y escuchaba canciones de rap, pero no batallaba. Aun así, conforme pasaban los años, se empezó a integrar poco a poco en la cultura de las batallas de rap. Sin experiencia alguna, fue al Freestyle Knockout, un torneo que durante el parón de la Red Bull Batalla de Gallos, fue el más importante de Venezuela, a tal punto de que era conocido como ''A cara de perro zoo" de Venezuela (evento que remplazó a la Red Bull en Argentina). Venció a Intelecto MC en cuartos de final, a Kechu en la semifinal y se coronó campeón frente a Lisdeck en la final, siendo este su primer título, y llevándolo a la fama dentro del hip hop en Venezuela. 
En 2012, volvió a participar en el Knockout. Primero le ganó a Legna en primera ronda, para volver a enfrentarse a Kechu en segunda ronda, a quien también volvería a ganar. En la siguiente batalla, en cuartos de final, le ganaría a Mestiza. Ya en la semifinal, le ganó a Summer, para llegar a la final, donde se enfrentaría a Imigrante. En una dura batalla, en la que Akapellah se encontró con su mejor versión hasta ese entonces, derrotaría a Imigrante que venía siendo la sorpresa del torneo, consagrándose como campeón de Venezuela por segunda vez consecutiva.

### 2012-2015: Debut discográfico:Como antesyComo siempre
En 2012, lanzó su primer trabajo discográfico titulado Como antes, haciendo referencia a los años 90. Este álbum contiene un cover del tema Big Poppa de Notorious B.I.G.; además de pistas de canciones de íconos como Mobb Deep y Rakim.
Durante 2013, se dedicaría más a la música, sacaría nuevas canciones y seguiría practicando su improvisación. Aun así, estaría en la Knockout por tercer año consecutivo y clasificado directamente por ganar la Nacional del año anterior. Esta vez, perdería en primera ronda en la revancha contra Imigrante.
En 2014, Akapellah ese año se clasificaría a la God Level en Chile. En la semifinal se enfrentó a Basek, a quien  le ganaría fácilmente pasaría a la final en la que se cruzaría contra un contra un joven Stigma. Akapellah le ganó ampliamente, así se coronaria campeón de la God Level, siendo el primer venezolano en ganar un título de nivel internacional. Seguiría sacando discos, Como siempre, haciendo más sencillos y trabajando más abiertamente en la música. Entre los que más destacan están ''El jodido sentir de la calle'', ''La vida es un Freestyle'' y ''Haters''.

### 2016-2020: God Level,Como nuncay álbum con Lil Supa
Volvió a participar en la God Level 2016, en la cual dio un muy buen rendimiento. Primero, en cuartos de final, venció a Aczino, haciendo que su batalla entre ambos sea considerada ''histórica''. Posteriormente, le ganó a Sony en la semifinal en una batalla muy polémica por el resultado. Por ese mismo motivo, Akapellah le cedió el puesto a Sony para la final, lo cual fue visto como un acto de caballerosidad por gran parte de la cultura de las batallas de rap. Ese mismo año, lanzó «Milki», una canción satírica y en modo de protesta al régimen de Nicolás Maduro que expresaba cómo la inflación consumió el país y cualquier producto ya valía "milki" (mil quinientos bolívares, una cifra muy alta y exagerada, si se considera que el Bolívar venezolano ha atravesado distintas conversiones monetarias desde 2008).
En 2018, Akapellah lanzó su álbum de estudio titulado Como Nunca, el cual cuenta con nueve canciones y colaboraciones en cinco de estas, los artistas que participan son Dezzy Hollow, Rxnde Akozta, WH, Big Soto, Trainer y Denyerkin. «Como Mario», sería uno de los sencillos producido por Maffio.
El 23 de septiembre de 2020, se aliaría con Lil Supa para la publicación de su primer álbum colaborativo titulado Funky Fresco. El álbum contó con 10 sencillos y ninguna colaboración.

### 2021-presente:Goldo Funky, Respira yXtassy
El 26 de noviembre de 2021, llegó a todas las plataformas Goldo Funky. En la entrega de los Premios Grammy Latinos de 2021, recibió nuevamente dos nominaciones en las categorías de Mejor Álbum de Música Urbana y Mejor Canción de Rap/Hip Hop, por Goldo Funky y «Condenados» con OldTape, respectivamente. En 2022, lanzó su álbum Respira. Las nominaciones se repetirían, esta vez por Respira y «Amor», respectivamente.
En 2023, Akapellah lanzó «No eres rapero» una canción dirigida a Residente por mencionarlo en su ‘tiraera’ a Cosculluela, siendo el rapero venezolano el primero en responderle al boricua por su más reciente canción «Bajo y Bateria». Fue elegido en la lista de Billboard como uno de los mejores raperos en español, a su vez, que fue nominado nuevamente como mejor álbum y mejor canción de rap en los Premios Grammy Latinos 2023.

## Discografía
- 2012: Como antes
- 2014: Como siempre
- 2017: Como nunca
- 2020: Funky Fresco (con Lil Supa)
- 2020: Goldo Funky
- 2022: Respira
- 2023: Xtassy
- 2023: 16 Millas (con Prok)
- 2024: Pedro Elías
- 2025: Pneuma

## Premios y reconocimientos

### Premios Grammy Latinos
| Año  | Categoría                    | Trabajo nominado   | Resultado |
| ---- | ---------------------------- | ------------------ | --------- |
| 2021 | Mejor Álbum de Música Urbana | Goldo Funky        | Nominado  |
| 2021 | Mejor Canción de Rap/Hip Hop | «Condenados»       | Nominado  |
| 2022 | Mejor Álbum de Música Urbana | Respira            | Nominado  |
| 2022 | Mejor Canción de Rap/Hip Hop | «Amor»             | Nominado  |
| 2023 | Mejor Álbum de Música Urbana | Xtassy             | Nominado  |
| 2023 | Mejor Canción de Rap/Hip Hop | «Pa Ganá»          | Nominado  |
| 2024 | Mejor Canción de Rap/Hip Hop | «La Sabia Escuela» | Nominado  |